# کانون داغ تنوع زیستی
کانون داغ تنوع زیستی یا کانون حساس تنوع زیستی (به انگلیسی: biodiversity hotspot)، به هر منطقه جغرافیای زیستی دارای تنوع زیستی بالا گفته می‌شود که در معرض تهدید از سوی انسان است. نورمن مایر دربارهٔ این موضوع دو مقاله در مجله "The Environmentalist" (1988) و ۱۹۹۰ نوشته‌است و در آن کانون داغ یا حساس تنوع زیستی را «بخش‌هایی از زمین که دارای بیشترین و در معرض خطرترین تنوع زیستی است» معرفی کرده‌است.
برای کمّی کردن تعریف کانون داغ زیستی، مایر در نقشهٔ سال ۲۰۰۰ تنوع زیستی، کانون حساس را جایی تعریف کرده‌است که دو شرط را همزمان داشته باشد: (یک) منطقه باید دست کم ۰٫۵ درصد یا ۱۵۰۰ گونه از گیاهان آوندی را به عنوان فلور داشته باشد؛ و (دو) حداقل ۷۰ درصد از پوشش گیاهی اولیه‌اش را از دست داده باشد. در سراسر جهان، ۳۴ منطقه واجد شرایط تحت این تعریف به عنوان «کانون‌های حساس تنوع زیستی» شناخته شده‌اند و ۹ منطقه دیگر هم نامزد احتمالی هستند. این مناطق حساس، نزدیک به ۶۰ درصد از گونههای گیاهان، پرندگان، پستانداران، خزندگان و دوزیستان جهان را تشکیل می‌دهند که بسیاری از آنها گونه‌های بومی هستند.

## طرح‌های حفاظت از کانون‌های حساس
تنها درصد کمی از کل مساحت نقاط مهم تنوع زیستی در حال حاضر حفاظت می‌شود. چندین سازمان بین‌المللی در حال فعالیت برای حفظ این مناطق هستند.
- صندوق مشارکت در اکوسیستم حساس (CEPF)
- صندوق جهانی طبیعت
- حیات بین‌المللی پرندگان
- حیات بین‌المللی گیاه
- اتحاد برای به صفر رساندن پدیده انقراض
- انجمن نشنال جغرافی یک نقشه جهان[۵] از نقاط حساس و طرح و فراداده ArcView برای نقاط داغ تنوع زیستی[۶] ایجاد کرده‌است که شامل گونه‌های خاص در معرض خطر انقراض جانوری است که از طرف «سازمان بین‌المللی حفاظت» ارائه است.[۷]

## پراکندگی کانون‌های داغ تنوع زیستی
آمریکای شمالی و آمریکای مرکزی
- California Floristic Province •۸•
- Madrean pine-oak woodlands •۲۶•
- Mesoamerica •۲• (آمریکای میانه)

کارائیب
- جزایر کارائیب •۳•

آمریکای جنوبی
- جنگل اطلس •۴•
- Cerrado •۶•

کانون‌های مهم تنوع زیستی؛ رنگ سبز پیشنهادهای اولیه و رنگ آبی مناطق افزوده شده‌است.

- Chilean Winter Rainfall-Valdivian Forests •۷•
- Tumbes-Chocó-Magdalena •۵•
- مناطق گرمسیری آند •۱•

اروپا
- حوزه مدیترانه •۱۴•

آفریقا
- منطقه کیپ فلوریستیک •۱۲•
- جنگل‌های ساحلی شرق آفریقا •۱۰•
- Eastern Afromontan •۲۸•
- جنگلهای گینه در غرب آفریقا •۱۱•
- شاخ آفریقا •۲۹•
- ماداگاسکار و جزایر اقیانوس هند •۹•
- Maputaland-Pondoland-Albany •۲۷•
- Succulent Karoo•۱۳•

آسیای مرکزی
- کوه‌های آسیای مرکزی •۳۱•

جنوب آسیا
- هیمالیای شرقی با نپال •۳۲•
- هند و برمه، هند و میانمار •۱۹•
- گهات غربی هند•۲۱•
- سری‌لانکا•۲۱•

جنوب شرق آسیا و آسیا-اقیانوسیه
- جزایر ملانزی شرقی •۳۴•
- کالدونیای جدید •۲۳•
- نیوزیلند •۲۴•
- فیلیپین •۱۸•
- پلینزی-میکرونزی •۲۵•
- جنوب غربی استرالیا •۲۲•
- سوندالند •۱۶•
- والاسیا •۱۷•

شرق آسیا
- ژاپن •۳۳•
- کوه از جنوب غربی چین •۲۰•

غرب آسیا
- قفقاز •۱۵•
- ایرانی-آناتولی •۳۰•